# Andrea Amici (atleta)
Andrea Amici (19 ottobre 1971) è un ex velocista italiano.
Tesserato per l'Atletica Francesco Francia di Bologna prima, e per il Centro Sportivo Carabinieri poi, fu quattro volte membro della staffetta 4×100 metri che vinse quattro volte la medaglia d'oro ai campionati italiani tra il 1992 e il 2000. Fu anche campione italiano nella staffetta svedese nel 1995. Prese parte a diverse manifestazioni internazionali con la maglia azzurra.

## Progressione

### 100 metri piani
| Stagione  | Risultato | Luogo          | Data      | Rank. Mond. |
| --------- | --------- | -------------- | --------- | ----------- |
| 1999      | 10"32     | Malles Venosta | 17-7-1999 |             |
| 1998      | 10"29     | Montauban      |           |             |
| 1997      | 10"28     | Bellinzona     | 18-8-1997 |             |
| 1995-1996 | -         | -              | -         | -           |
| 1994      | 10"55     | Rieti          | 28-8-1994 |             |
| 1993      | 10"51     | n/d            | n/d       |             |

## Palmarès
| Anno | Manifestazione          | Sede            | Evento                | Risultato     | Prestazione | Note  |
| ---- | ----------------------- | --------------- | --------------------- | ------------- | ----------- | ----- |
| 1990 | Mondiali juniores       | Plovdiv         | 100 metri piani       | elim. semif.  | 10"45 w     |       |
| 1990 | Mondiali juniores       | Plovdiv         | Staffetta 4×100 metri | 6º            | 39"92       | [ 1 ] |
| 1993 | Giochi del Mediterraneo | Narbona         | Staffetta 4×100 metri | 4º            | 40"03       | [ 2 ] |
| 1993 | Mondiali                | Stoccarda       | Staffetta 4×100 metri | elim. semif.  | dq          | [ 3 ] |
| 1997 | Mondiali                | Atene           | Staffetta 4×100 metri | elim. semif.  | 38"77       | [ 4 ] |
| 1998 | Europei indoor          | Valencia        | 60 metri piani        | 7º            | 6"70        |       |
| 1998 | Europei                 | Budapest        | 100 metri piani       | elim. qualif. | 10"49       |       |
| 1998 | Europei                 | Budapest        | Staffetta 4×100 metri | 8º            | 39"85       | [ 5 ] |
| 1998 | Mondiali juniores       | Greater Sudbury | Staffetta 4×100 metri | elim. semif.  | 40"97       | [ 6 ] |

## Campionati nazionali
- 2 volte campione italiano assoluto dei 60 metri piani indoor (1991, 1993)
- 4 volte campione italiano assoluto della staffetta 4×100 metri (1992, 1993, 1999, 2000)
- 1 volta campione italiano assoluto della staffetta svedese (1995)

1991
- Oro ai campionati italiani assoluti di atletica leggera indoor, 60 metri piani - 6"76

1992
- Oro ai campionati italiani assoluti di atletica leggera, staffetta 4×100 metri - 40"15

1993
- Oro ai campionati italiani assoluti di atletica leggera indoor, 60 metri piani - 6"69
- Oro ai campionati italiani assoluti di atletica leggera, staffetta 4×100 metri - 39"83

1995
- Oro ai campionati italiani assoluti di atletica leggera, staffetta svedese - 1'50"45

1999
- Oro ai campionati italiani assoluti di atletica leggera, staffetta 4×100 metri - 39"65

2000
- Oro ai campionati italiani assoluti di atletica leggera, staffetta 4×100 metri - 39"66